# 杨定 (明朝宦官)
杨定（1437年—1505年），字世安，别号静轩，湖广人，成化时内官监太监、弘治时尚衣监太监。

## 生平
正统二年（1437年），出生。
天顺六年（1462年），进入宫廷。
成化三年（1467年），明宪宗命他侍奉乾清宫，后提拔为长随。
成化八年（1472年），升为奉御。
成化十四年（1478年），升为司苑局右副使。
成化十八年（1482年），为司苑局佥事。
成化十九年（1483年），升司苑局左副使。
成化二十年（1484年），升司苑局大使。
成化二十一年（1485年），升为内官监右少监兼管司苑局，后升为内官监太监。
弘治元年（1488年），按惯例任神宫監右少监。
弘治三年（1490年），任尚衣监太监，赐蟒衣、玉带，内府骑马。
弘治十八年（1505年），去世，享年69岁。

## 亲属
- 杨端（二弟）——御马监左监丞
- 杨耘（三弟）——神宫监左监丞
- 杨阅（四弟）——神宫监太监